# 現代の航空母艦一覧
[[File:World Navy Aircraft carries chart.svg|350px|thumb|right|世界の航空母艦（2024年時点）
左上から右へ
- 超大型原子力空母「ジェラルド・R・フォード」

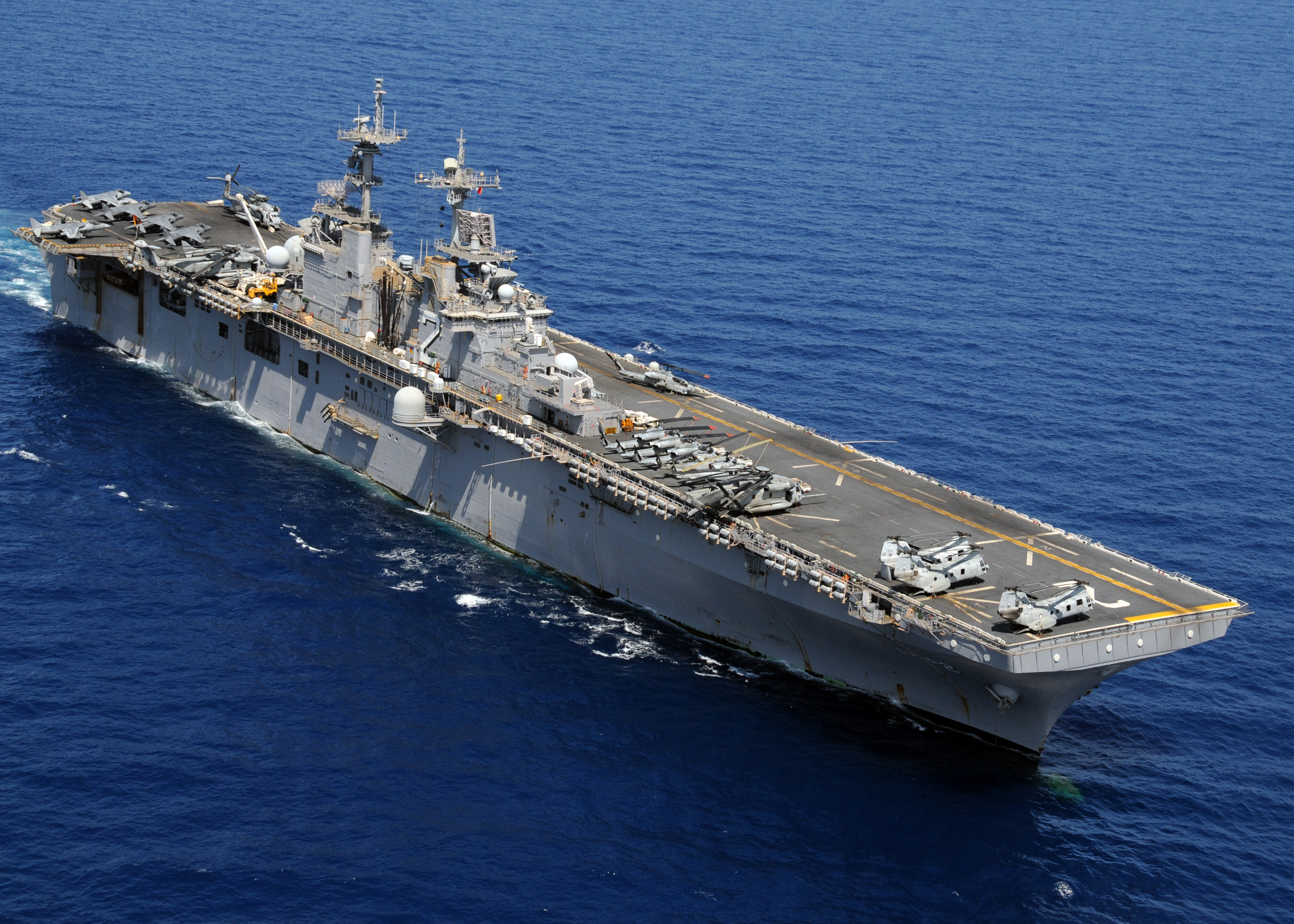
「ワスプ級」

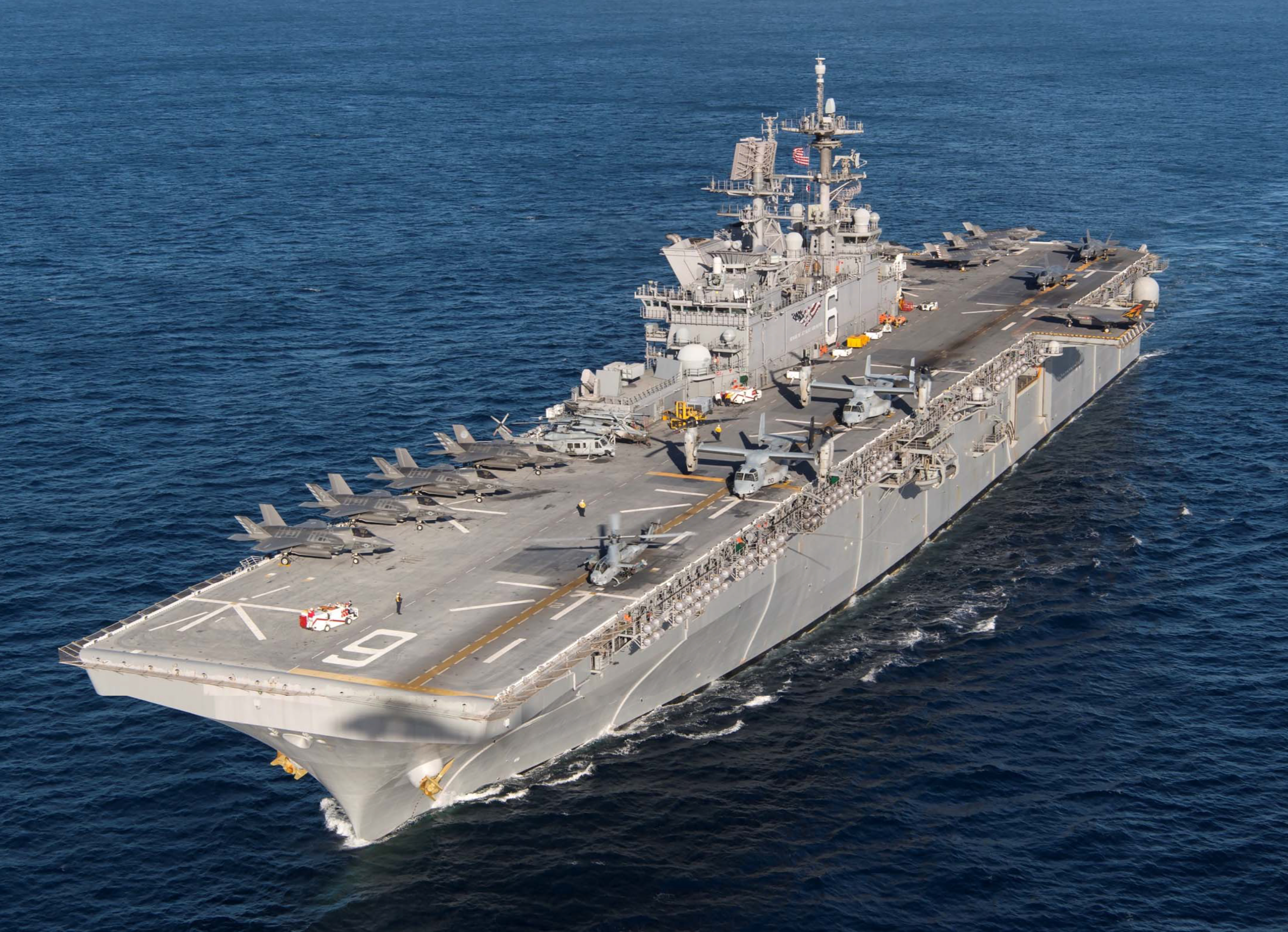
「アメリカ級フライト0」

- STOBAR空母「遼寧」
- STOBAR空母「アドミラル・クズネツォフ」
- STOVL空母「クイーン・エリザベス」
- STOBAR空母「ヴィクラマーディティヤ」
- 原子力空母「シャルル・ド・ゴール」

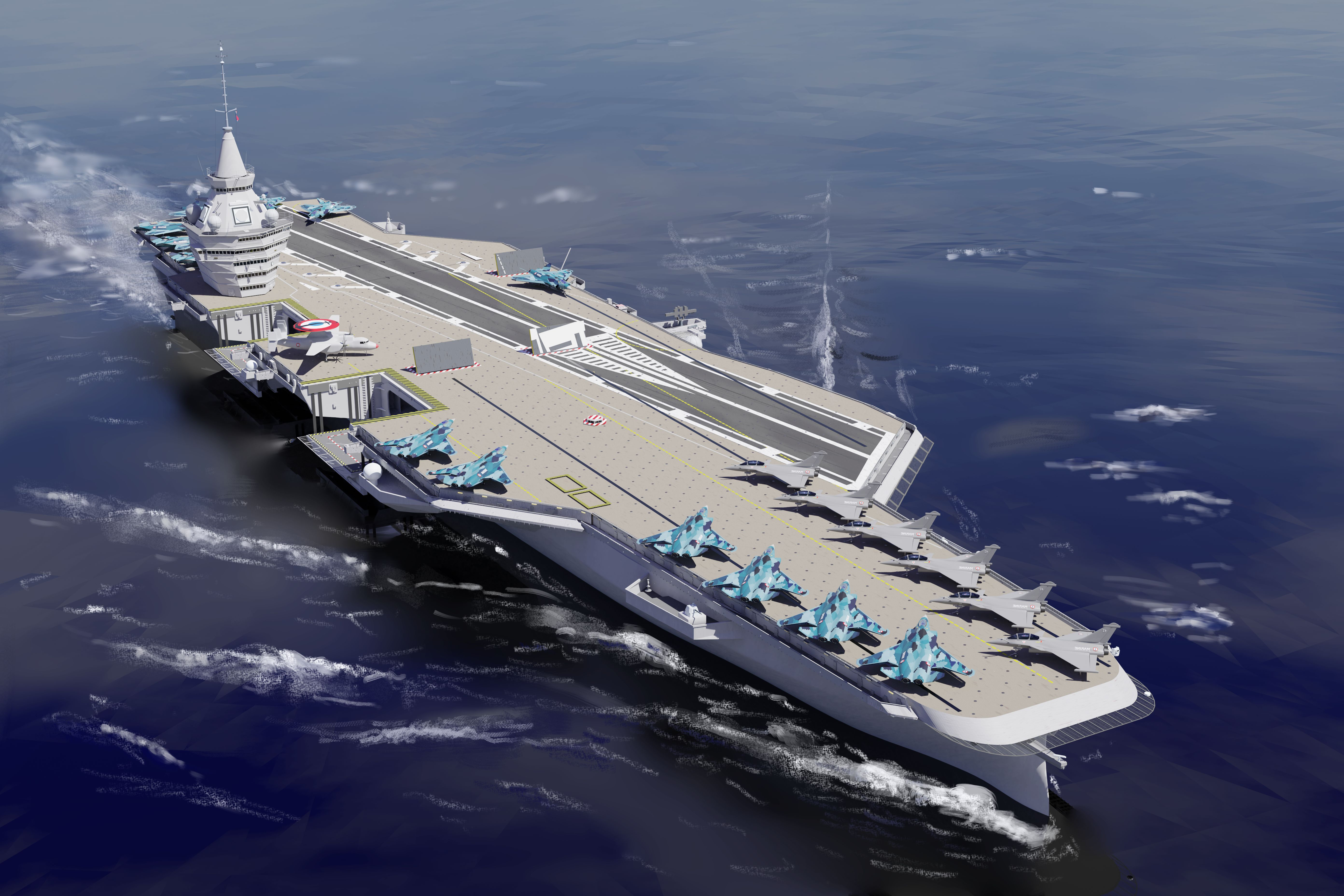
「新世代航空母艦（PANG）」

左下から右へ
- 強襲揚陸艦「アメリカ」
- 軽空母「カヴール」
- 強襲揚陸艦「フアン・カルロス1世」
- ヘリコプター揚陸艦「アトランティコ」
- ヘリコプター搭載護衛艦「ひゅうが」
- 軽空母「チャクリ・ナルエベト」]]

世界の航空母艦（2024年時点）
左上から右へ
左下から右へ
Ubl
|強襲揚陸艦「アメリカ」
|軽空母「カヴール」
|強襲揚陸艦「フアン・カルロス1世」
|ヘリコプター揚陸艦「アトランティコ」
|ヘリコプター搭載護衛艦「ひゅうが」
|軽空母「チャクリ・ナルエベト」

このリストは、2024年時点での世界各国の就役または建造・計画中の航空母艦及び強襲揚陸艦について記述する。
ヘリ搭載駆逐艦やドック型揚陸艦など、航空機搭載が可能であるが、運用に特化していない艦種についてはここに記載していない。

### USA

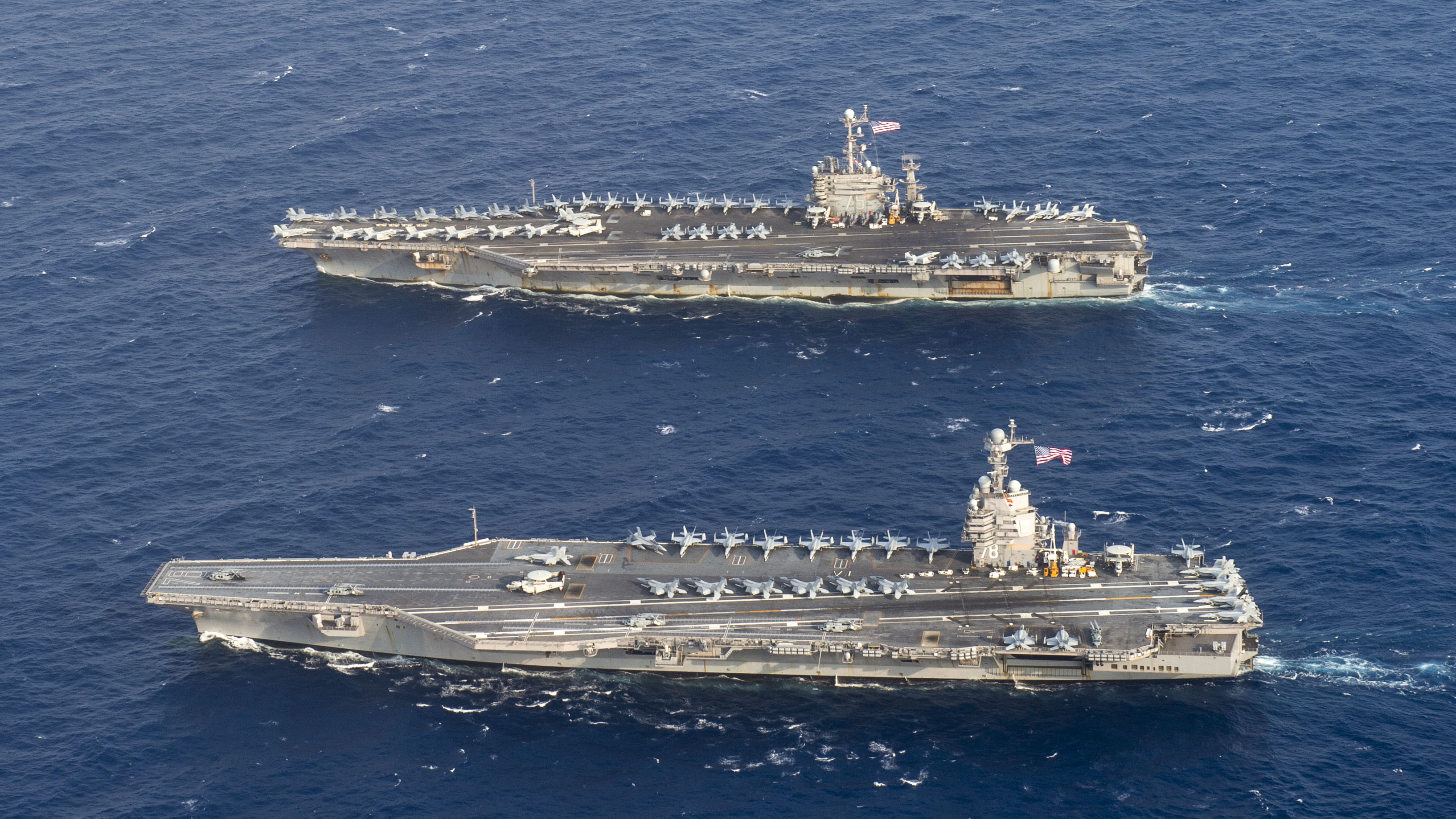
「ニミッツ級」（上）と「ジェラルド・R・フォード級」（下）

### FRA

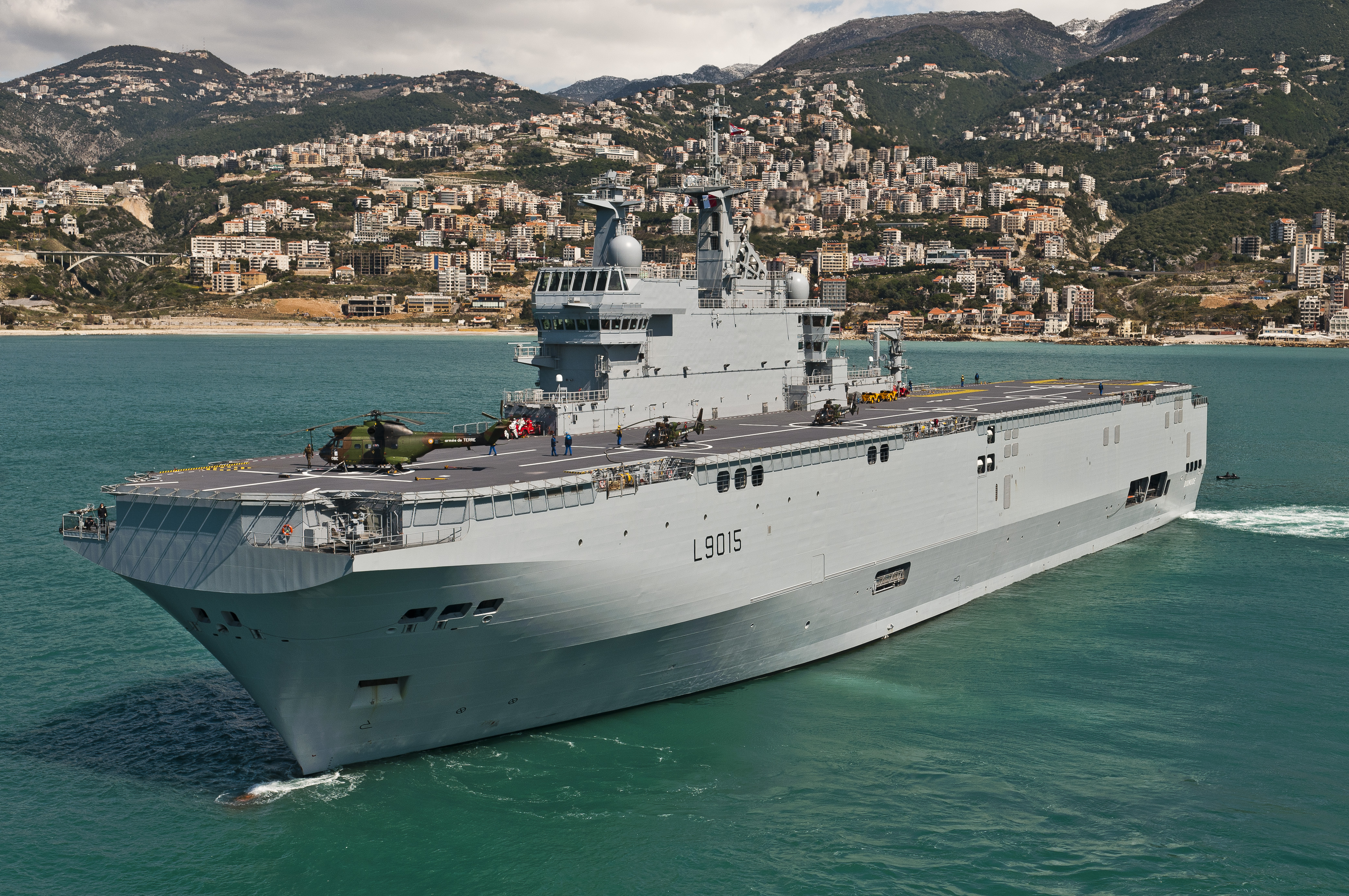
「ミストラル級」

## 運用中

### アメリカ合衆国
第二次世界大戦後に建造された空母は全て超大型空母であり、さらに現在保有する空母は全て原子力空母である。
11隻の空母が現役。原子力機関を搭載するため建造・維持・運用に莫大なコストを要求されるが、1隻で中小国の空軍以上の攻撃力を持つといわれる。今後ニミッツ級をジェラルド・R・フォード級に順次置き換えていく予定である。
- ニミッツ級 - 10隻
- ジェラルド・R・フォード級 - 1隻、1隻艤装中、2隻建造中、2隻計画中

強襲揚陸艦にはV/STOL機の運用能力が付加されており、必要に応じて補助空母的任務を遂行可能である。F-35Bへの対応改修も進められている。
- ワスプ級 - 7隻
- アメリカ級 - フライト0　2隻、フライト1　1隻艤装中、1隻建造中、2隻計画中

### 

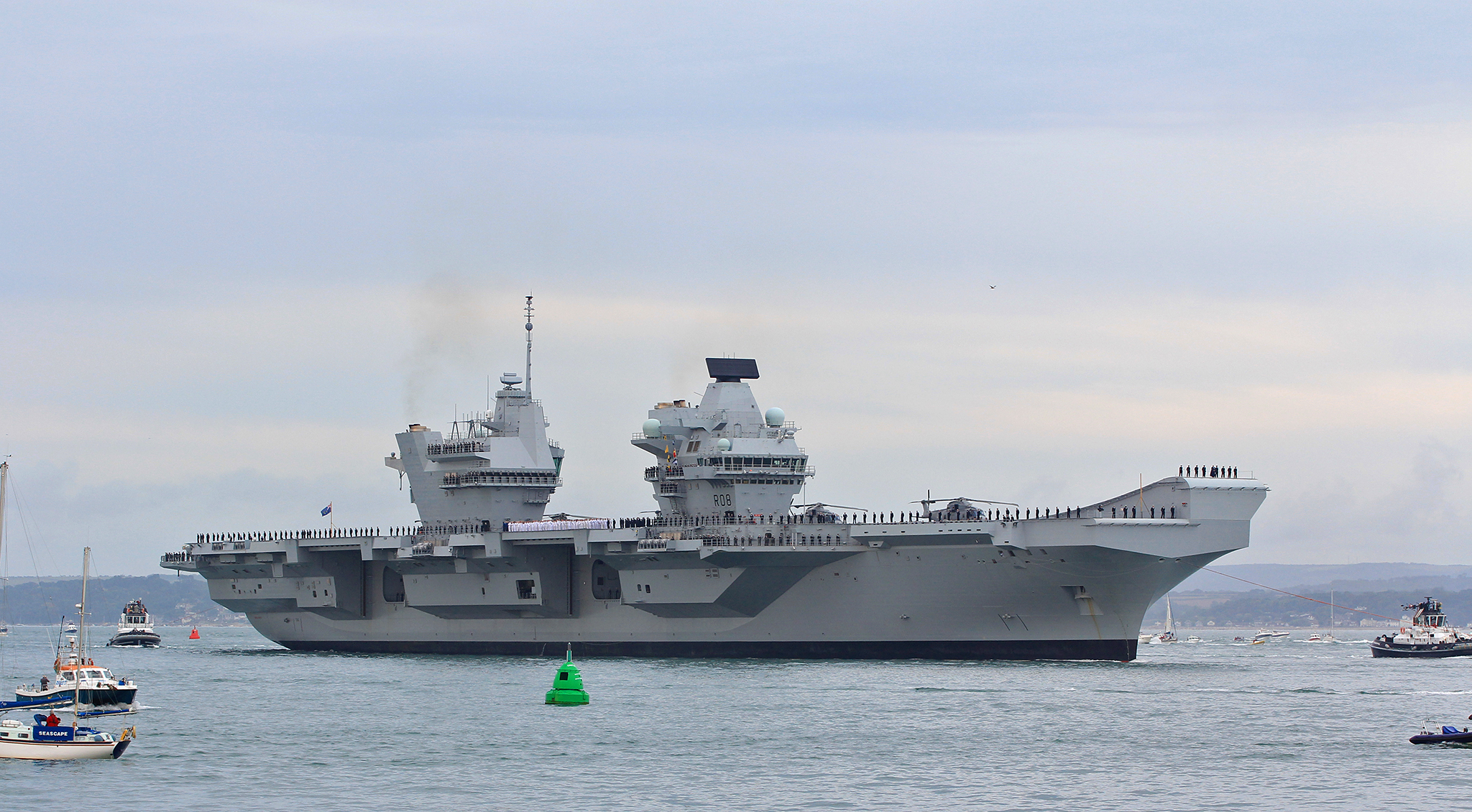
「クイーン・エリザベス級」

### ITA

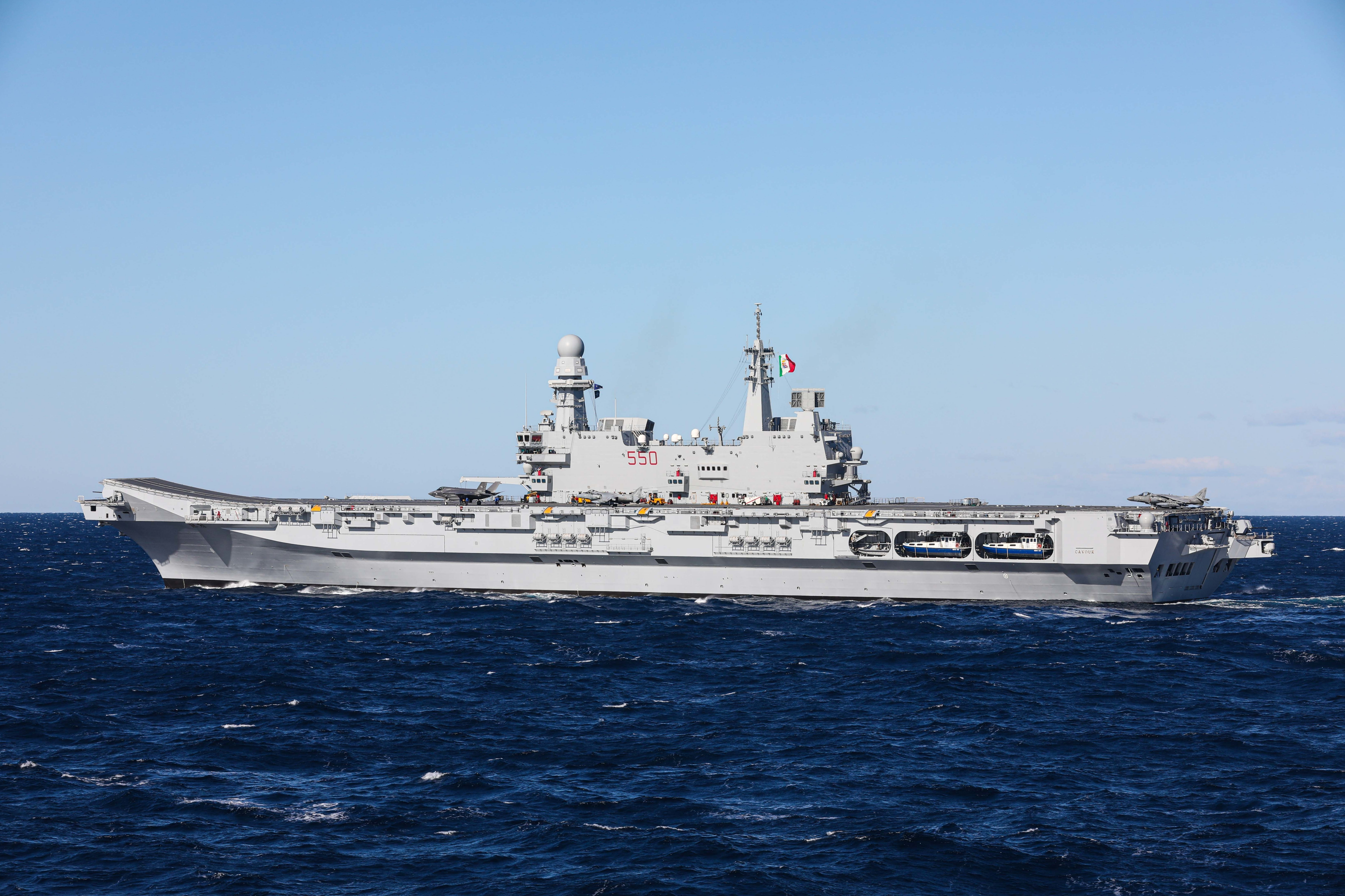
「カヴール」

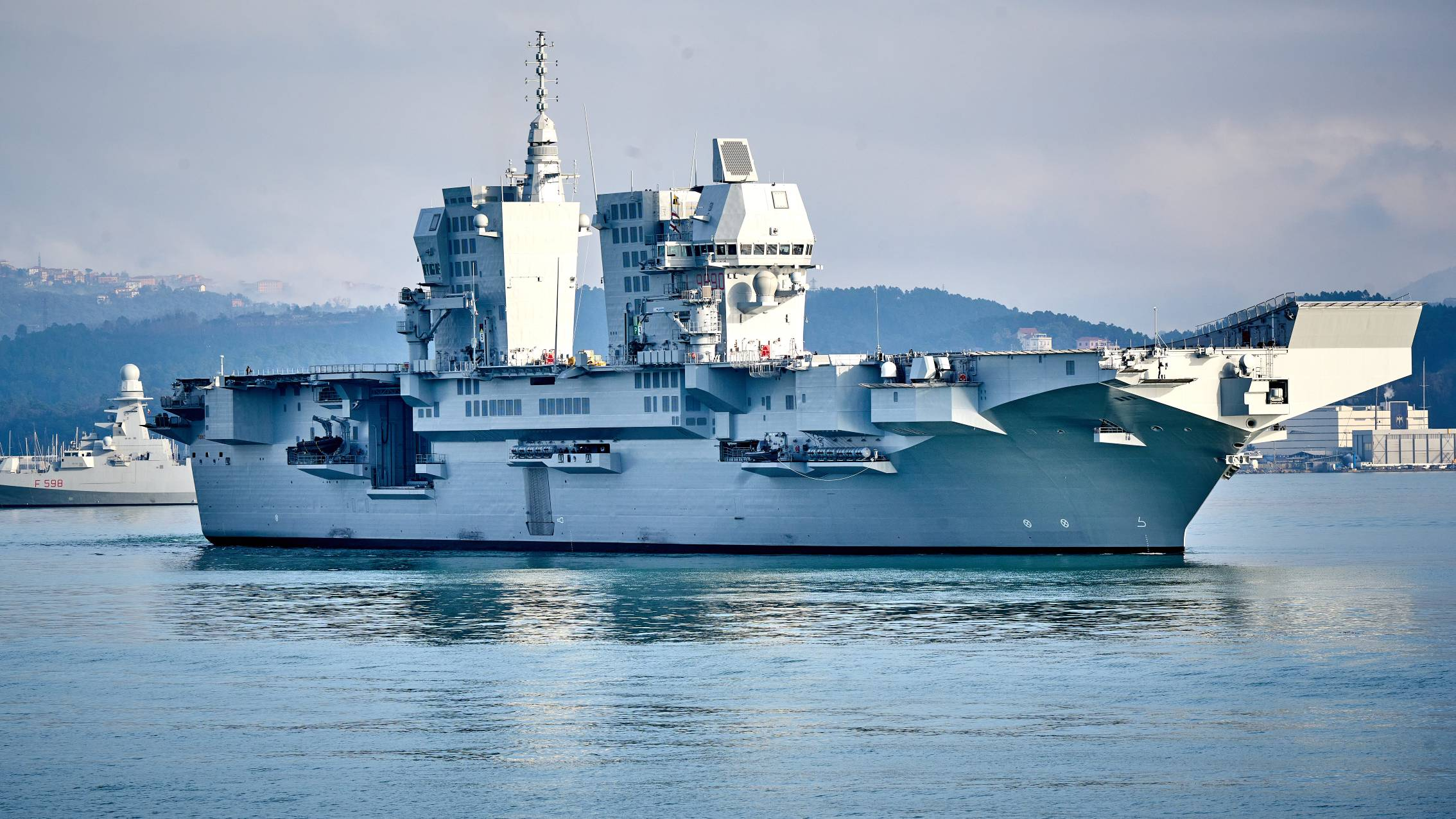
「トリエステ」

### IND

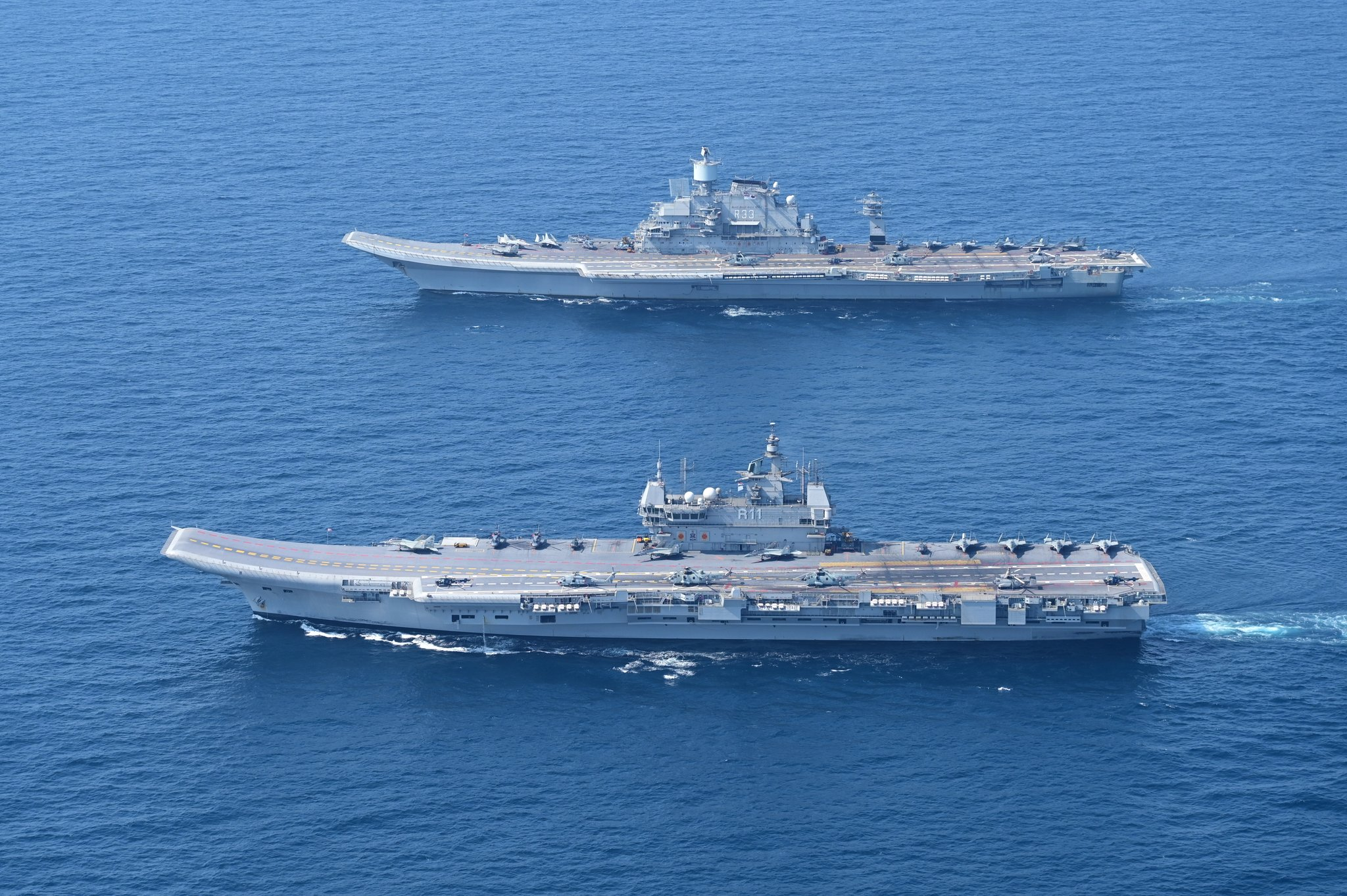
「ヴィクラント」（手前）と「ヴィクラマーディティヤ」（奥）

### EGY

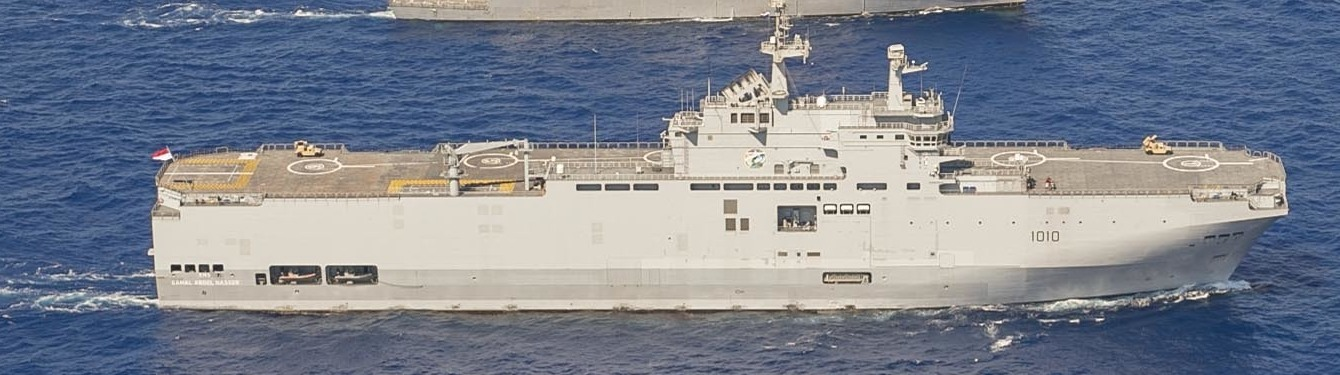
「ガマール・アブドゥル・ナセル」

### AUS

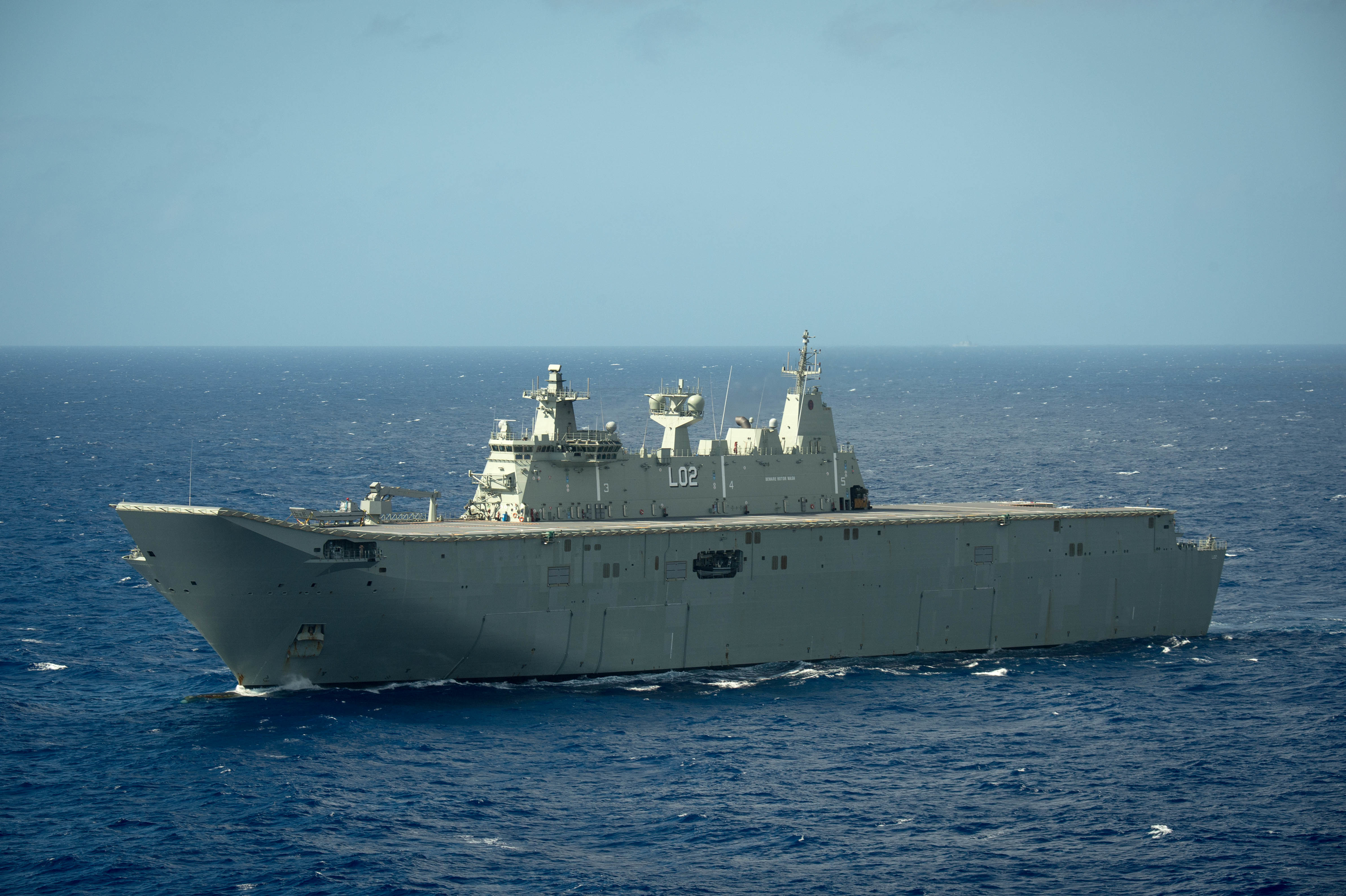
「キャンベラ級」

### ESP

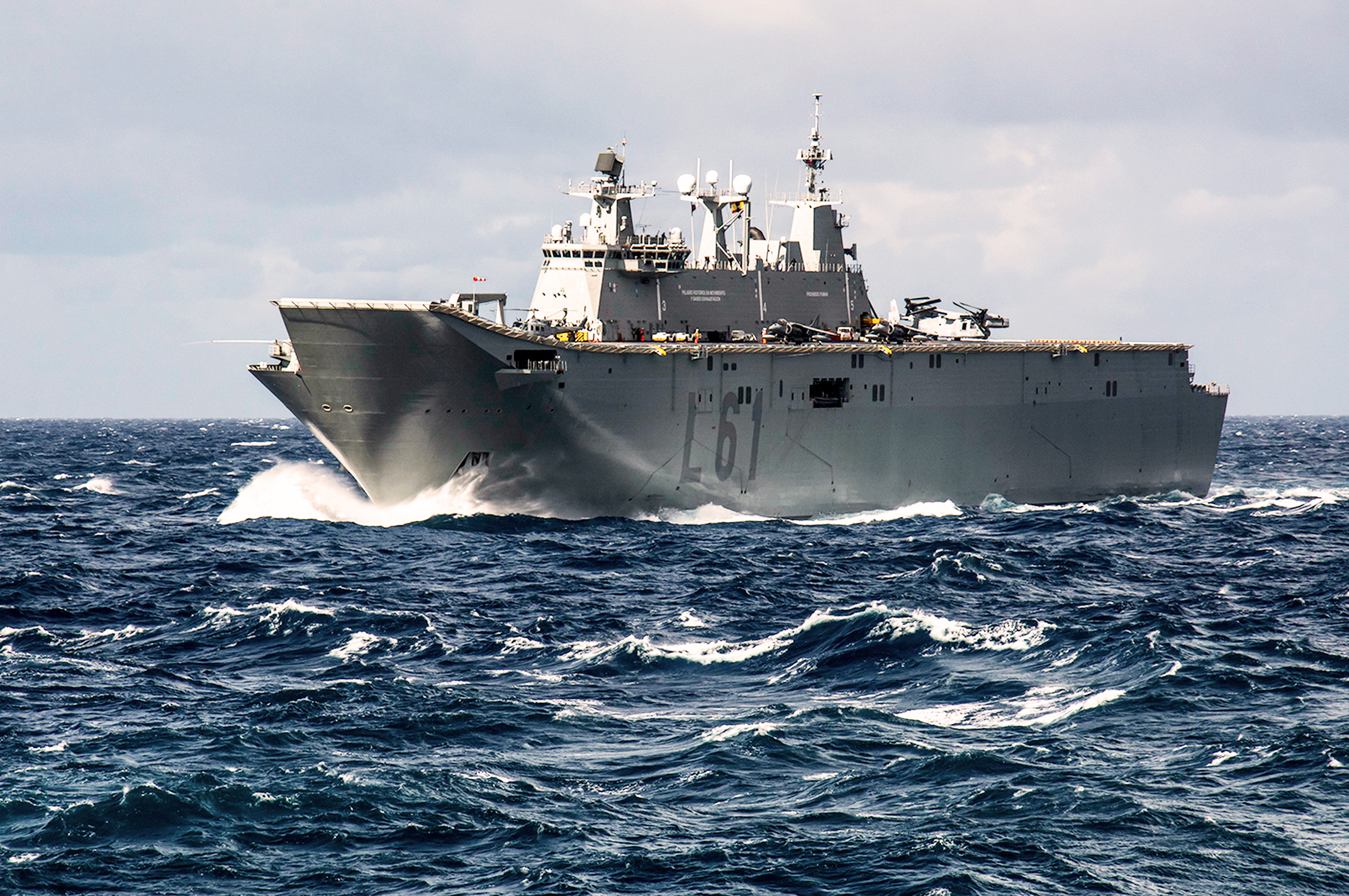
「フアン・カルロス1世」

### THA

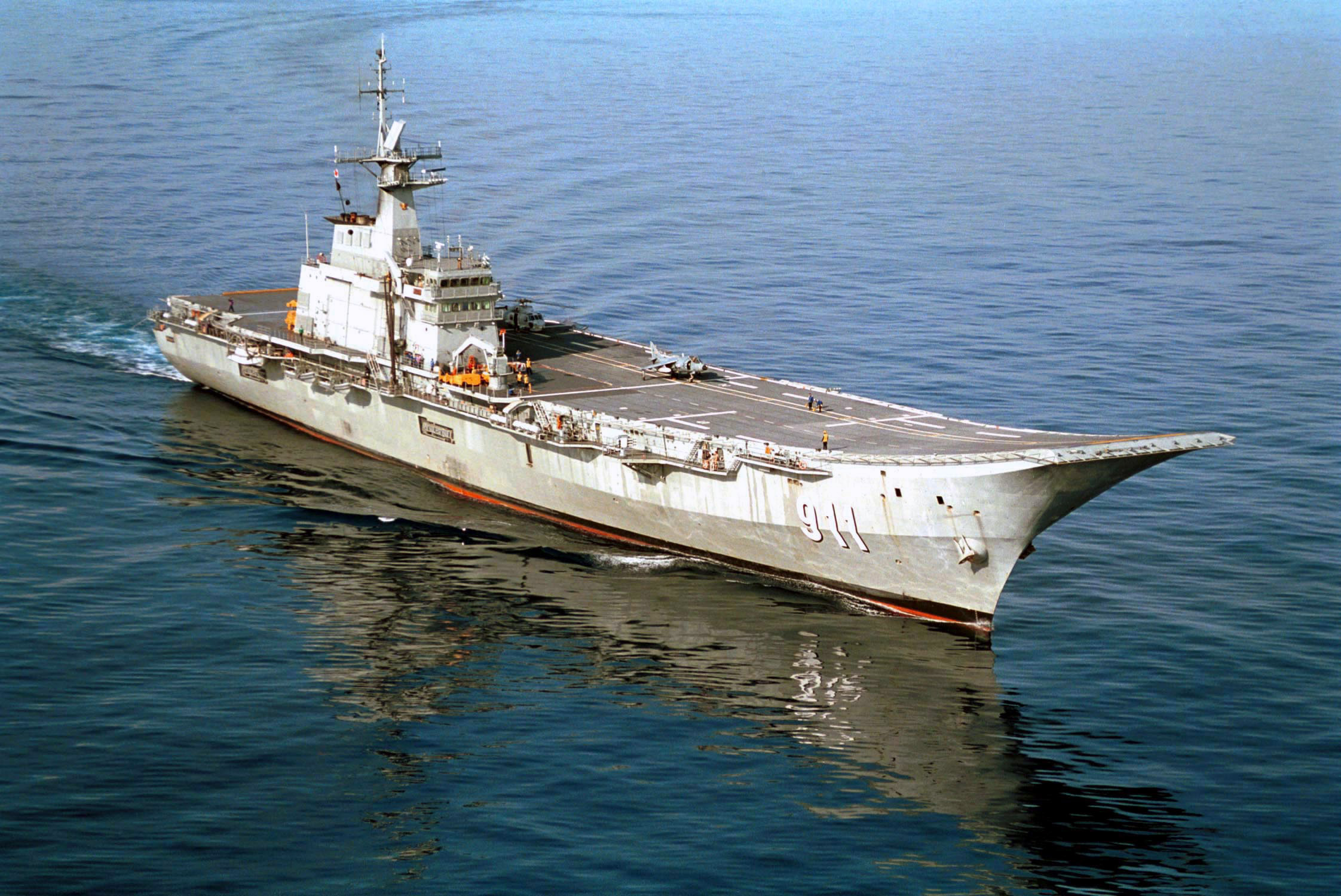
「チャクリ・ナルエベト」

### KOR

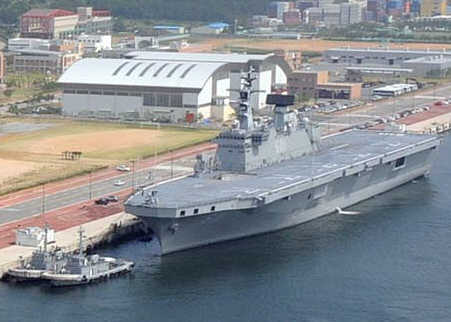
「独島級」

### CHN

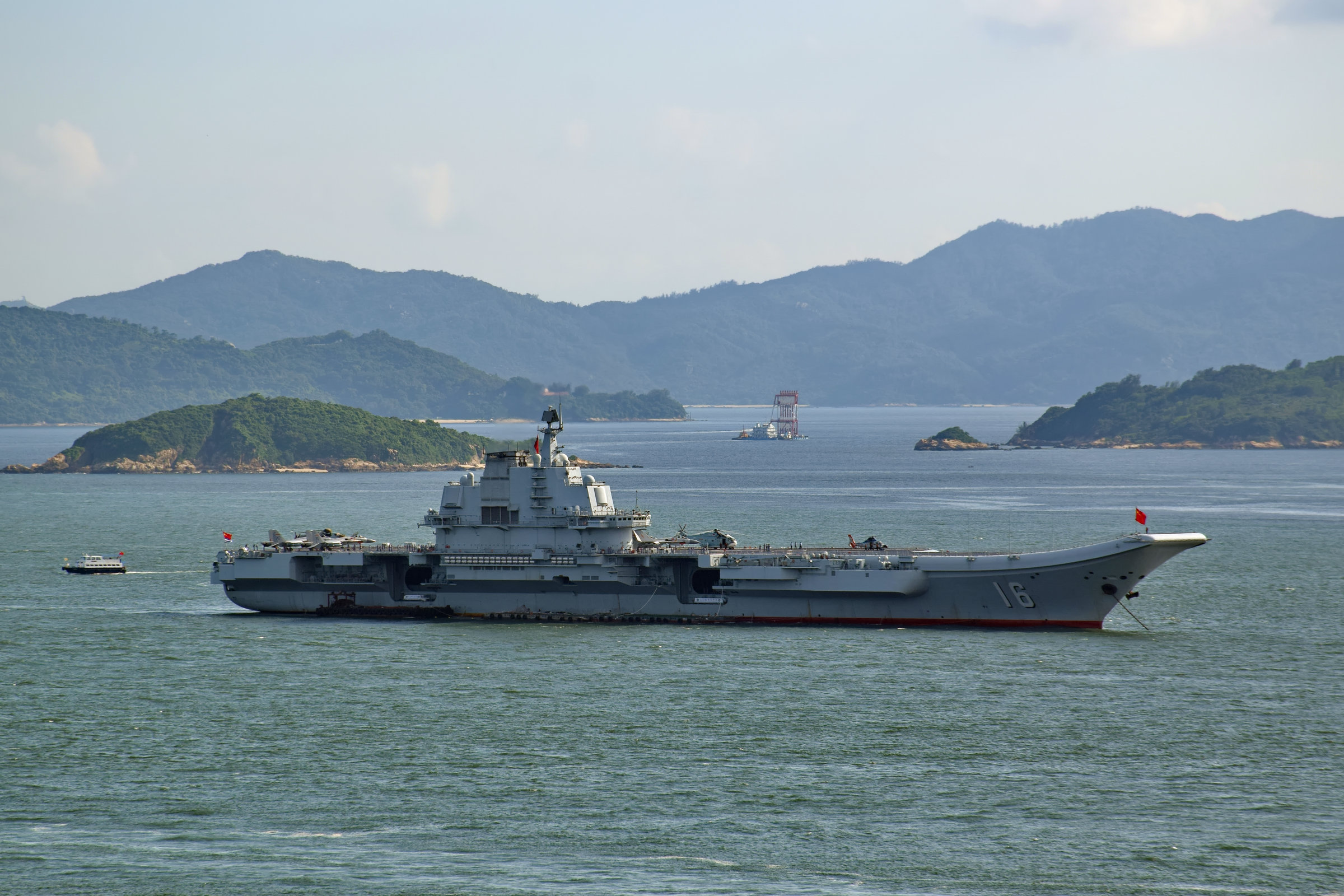
「遼寧」

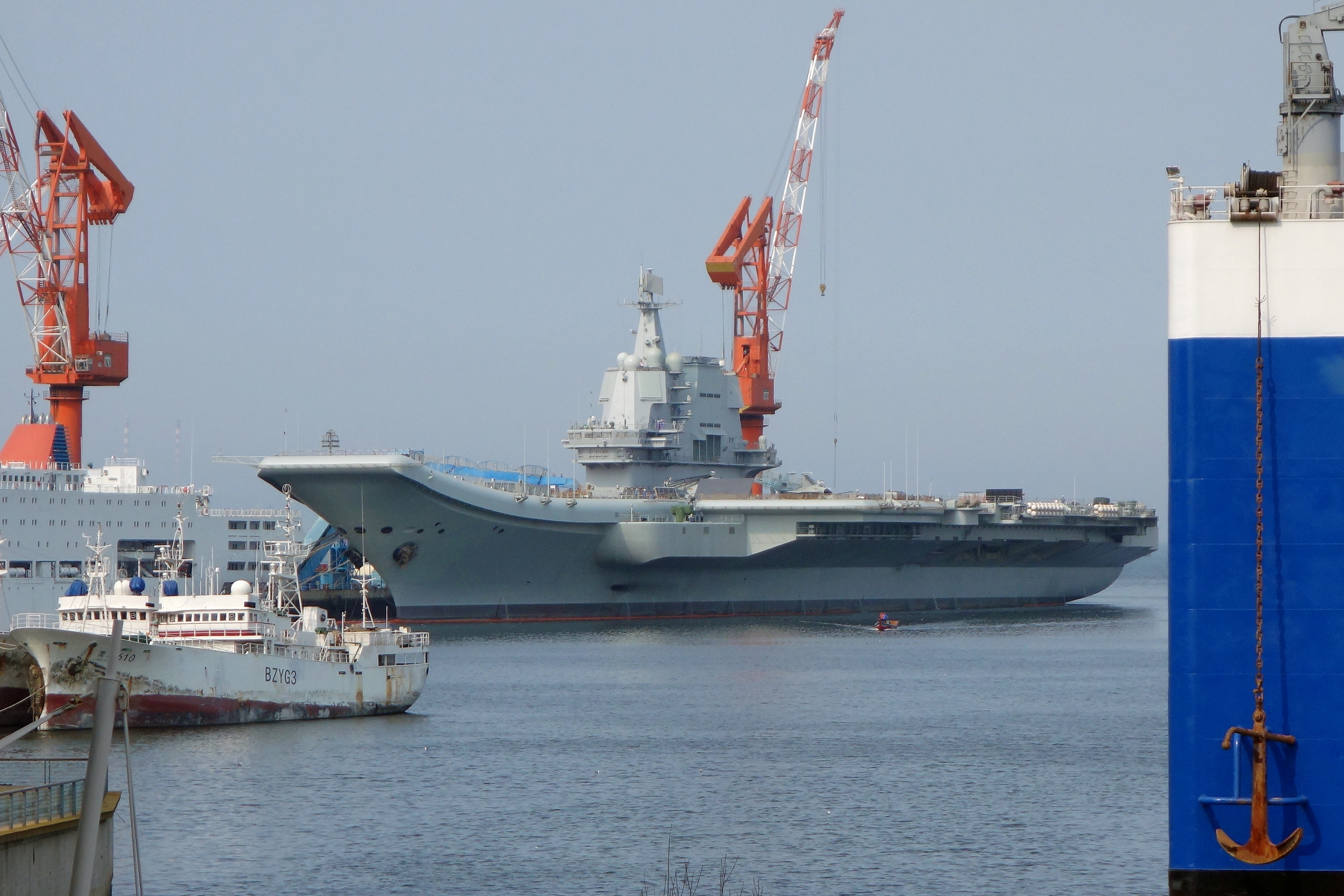
「山東」

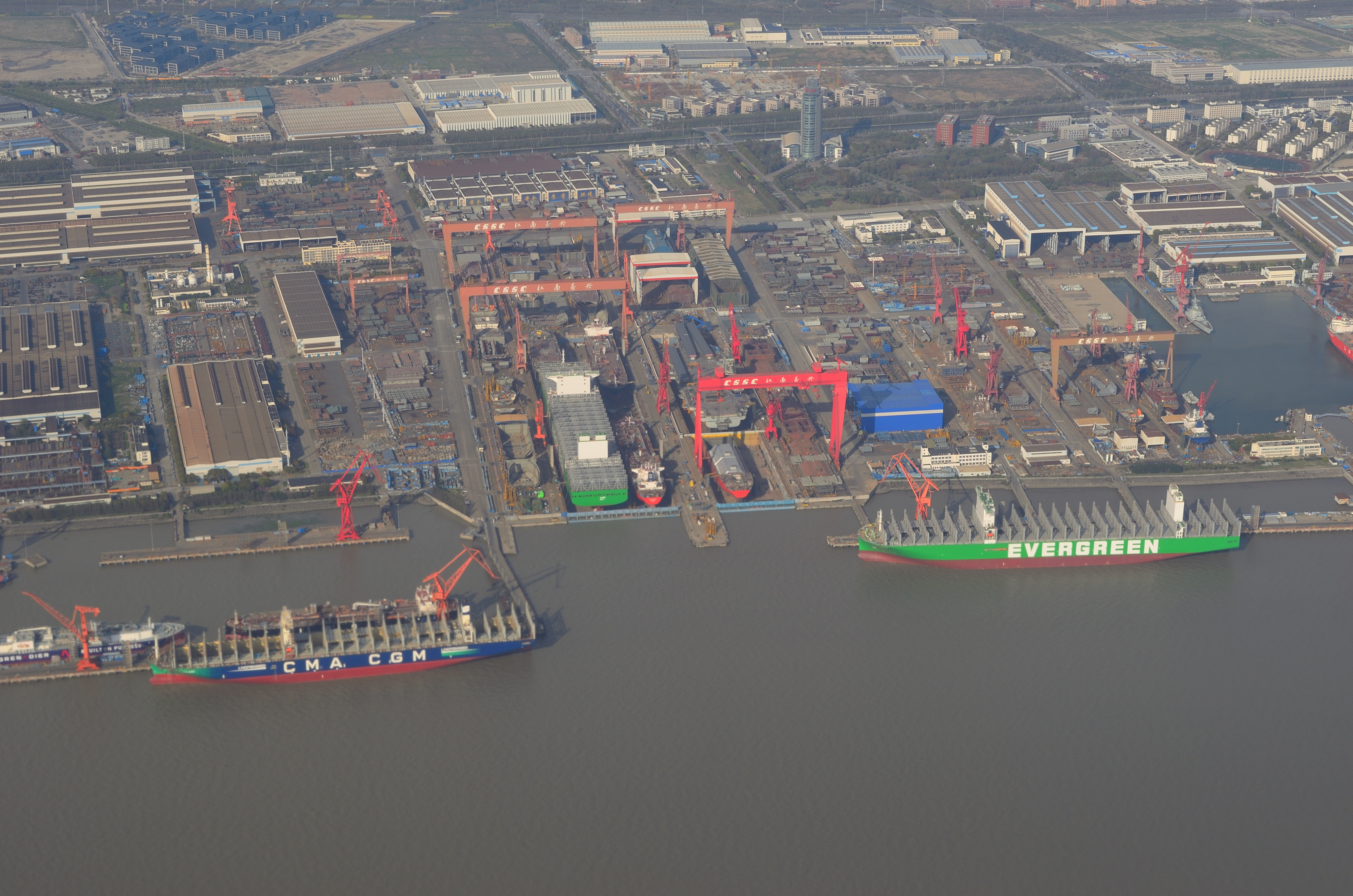
「福建」

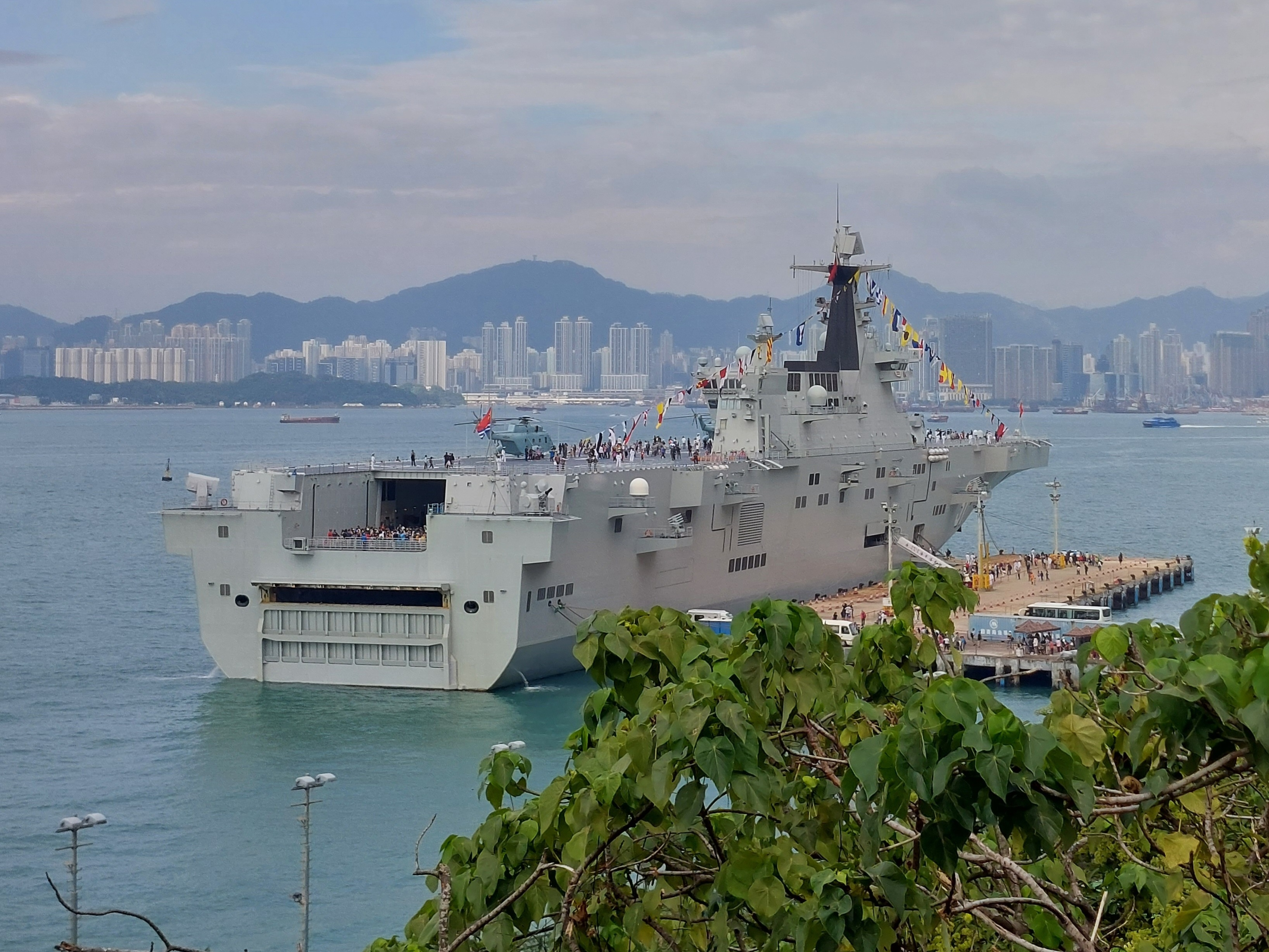
「075型」

### イギリス
第二次世界大戦中に起工した空母に各種改装を行い運用していたが、それらは財政難により維持するのは不可能となり、STOVL空母やヘリコプター揚陸艦で対応していた。
2017年12月7日にF-35Bを搭載機とする6万トンクラスのクイーン・エリザベス級を就役、2隻を運用している。
- クイーン・エリザベス級 - 2隻

### イタリア
ヘリコプター巡洋艦の代替として建造したV/STOL空母1隻を運用している。多任務能力が盛り込まれており、強襲揚陸艦的運用も可能となっている。
- カヴール

退役したジュゼッペ・ガリバルディ後継の強襲揚陸艦トリエステが就役。
ほか全通甲板を有するサン・ジョルジョ級（準同型艦サン・ジュストを含む）を3隻運用。準同型艦でアルジェリアの「カラート・ベニ・アッベス」とカタールの「アル・フルク」を輸出している。
- トリエステ

### イラン
2011年、戦闘機とヘリコプターを搭載した空母の建造が報じられた。
アメリカのニミッツ級を模したモックアップ（実物の約3分の2のサイズで、艦番68とマーキング）を製作、演習で使用した。
イスラム革命防衛隊が2020年11月、イラン海軍が2021年1月にそれぞれ商船改造空母を就役させた。

#### イスラム革命防衛隊

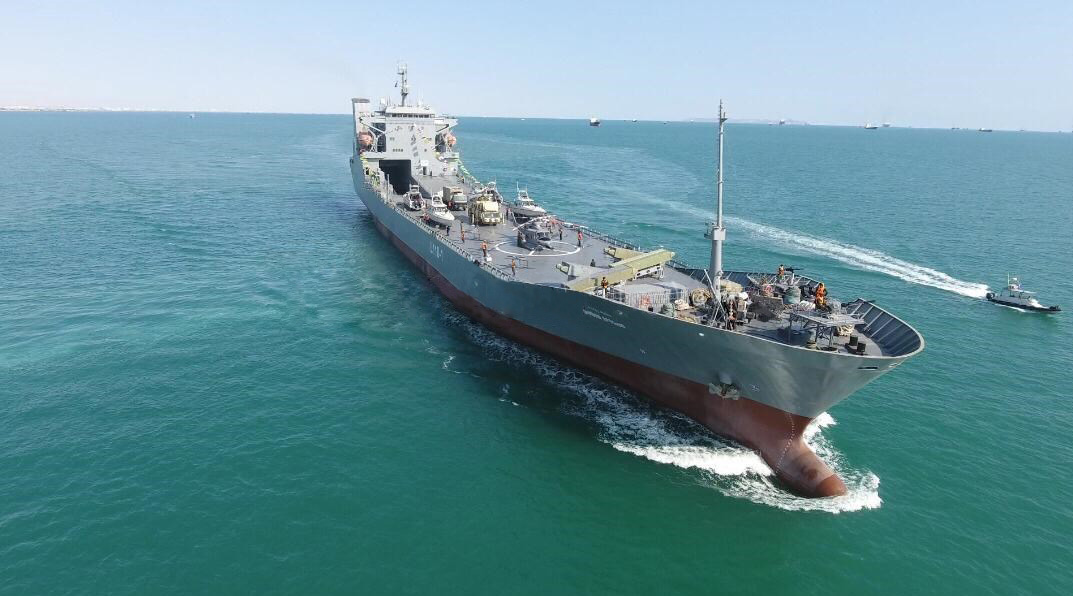
「シャヒド・ルーダキ」

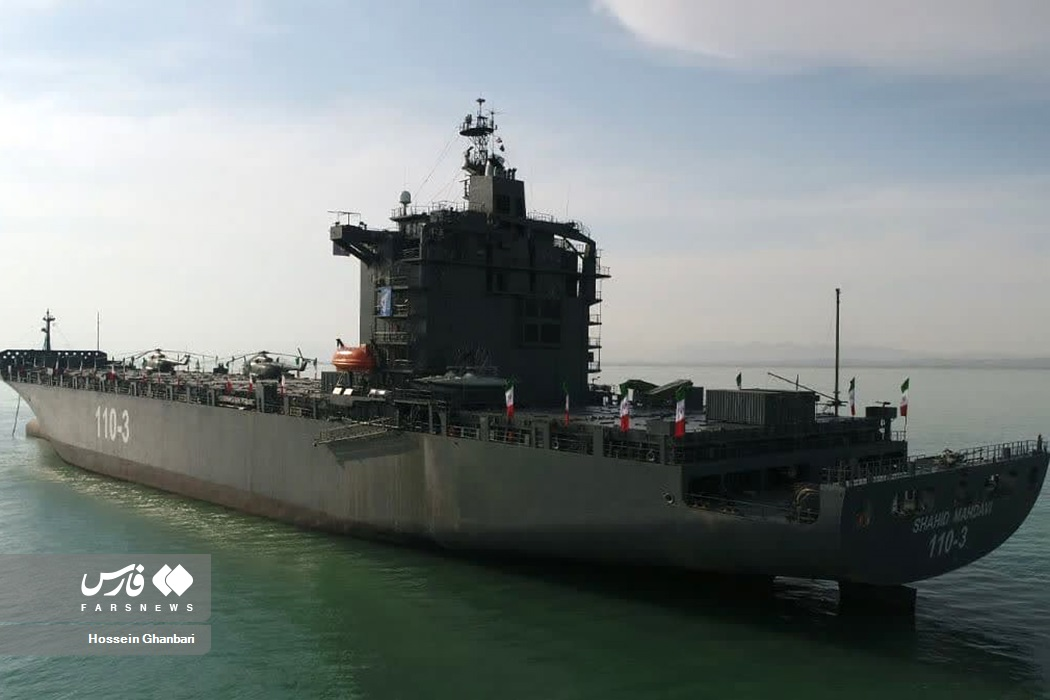
「シャヒド・マーダヴィ」

- シャヒド・ルーダキ
- シャヒド・マーダヴィ
- シャヒド・バゲリ

#### イラン海軍

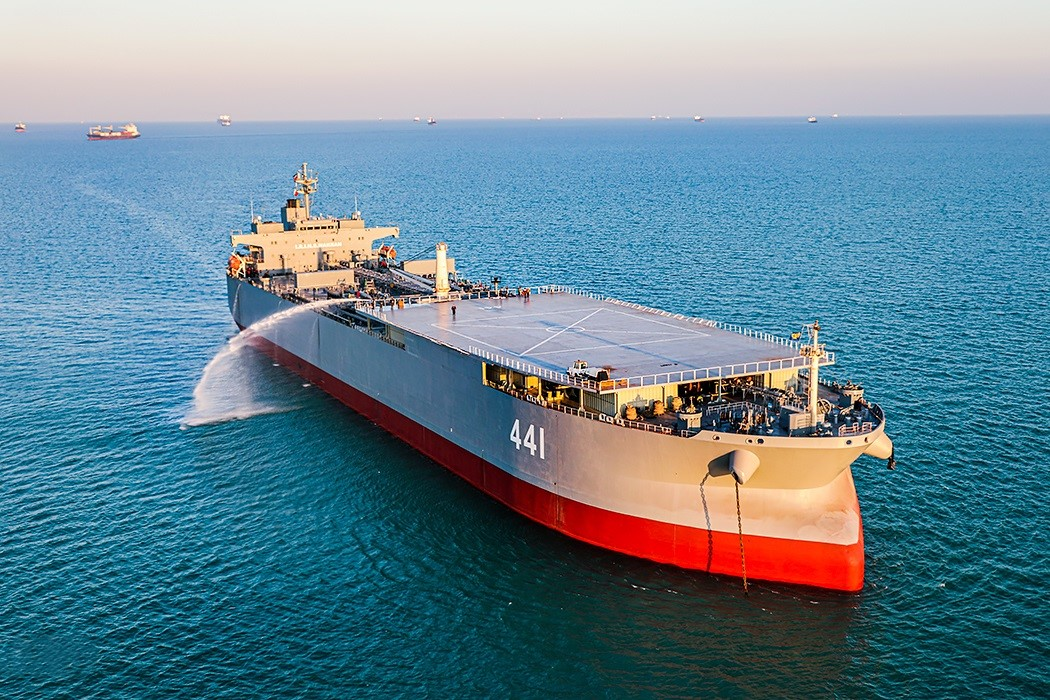
「マカラン」

- マカラン

### インド
イギリスより購入・運用した空母の代替として、キエフ級を改装してMiG-29Kを搭載したSTOBAR空母をロシアより購入、就役させている。
国産STOBAR空母も就役、さらに1隻の調達を計画中。CATOBAR空母建造も模索している。
- ヴィクラマーディティヤ
- ヴィクラント  - 1隻、1隻計画中
- ヴィシャル - 構想中

### エジプト
フランスより購入したミストラル級強襲揚陸艦2隻を運用中。
- ガマール・アブドゥル・ナセル級 - 2隻

### オーストラリア
イギリスより購入・運用した空母の代替として、スペインの強襲揚陸艦フアン・カルロス1世の準同型艦2隻を運用している。
固定翼機の搭載は可能だが、コスト面から機体の導入は考えられていない。
- キャンベラ級 - 2隻

### スペイン
過去にはアメリカより空母を購入して運用、国産V/STOL空母を建造していた。現在は強襲揚陸艦1隻を運用。
他国への準同型艦の販売も行っている。
- フアン・カルロス1世

### タイ
スペインより購入したV/STOL空母1隻保有。航空機は運用停止中のため、ヘリ空母として運用されている。
- チャクリ・ナルエベト

### 韓国
空母保有を検討しており、2007年に強襲揚陸艦を1隻就役させ、2隻を運用中である。
国産空母建造も検討されている。
- 独島級 - 2隻
- CVX - 計画中止、ドローン空母を検討

### 中国
スクラップとして空母を計4隻購入。
ウクライナより購入した未完艦1隻を完成させ、2012年にSTOBAR空母を就役させた。
続いて国産STOBAR空母を2019年に就役。CATOBAR空母を試験中。
- 遼寧
- 山東
- 福建 - 試験中
- 004型原子力空母 - 1隻計画中

2021年に初の強襲揚陸艦を就役させ、4隻を運用中。さらに後継艦076型「四川」が進水。
- 075型 - 4隻（「海南」、「広西」、「安徽」、「湖北」）
- 四川 - 1隻艤装中

また、数タイプの小型のドローン空母建造が確認されている。
- 搏鲨1号 - 2隻
- 100メートル級双胴空母 - 1隻艤装中
- 中船探索01 - 1隻試験中

### TUR

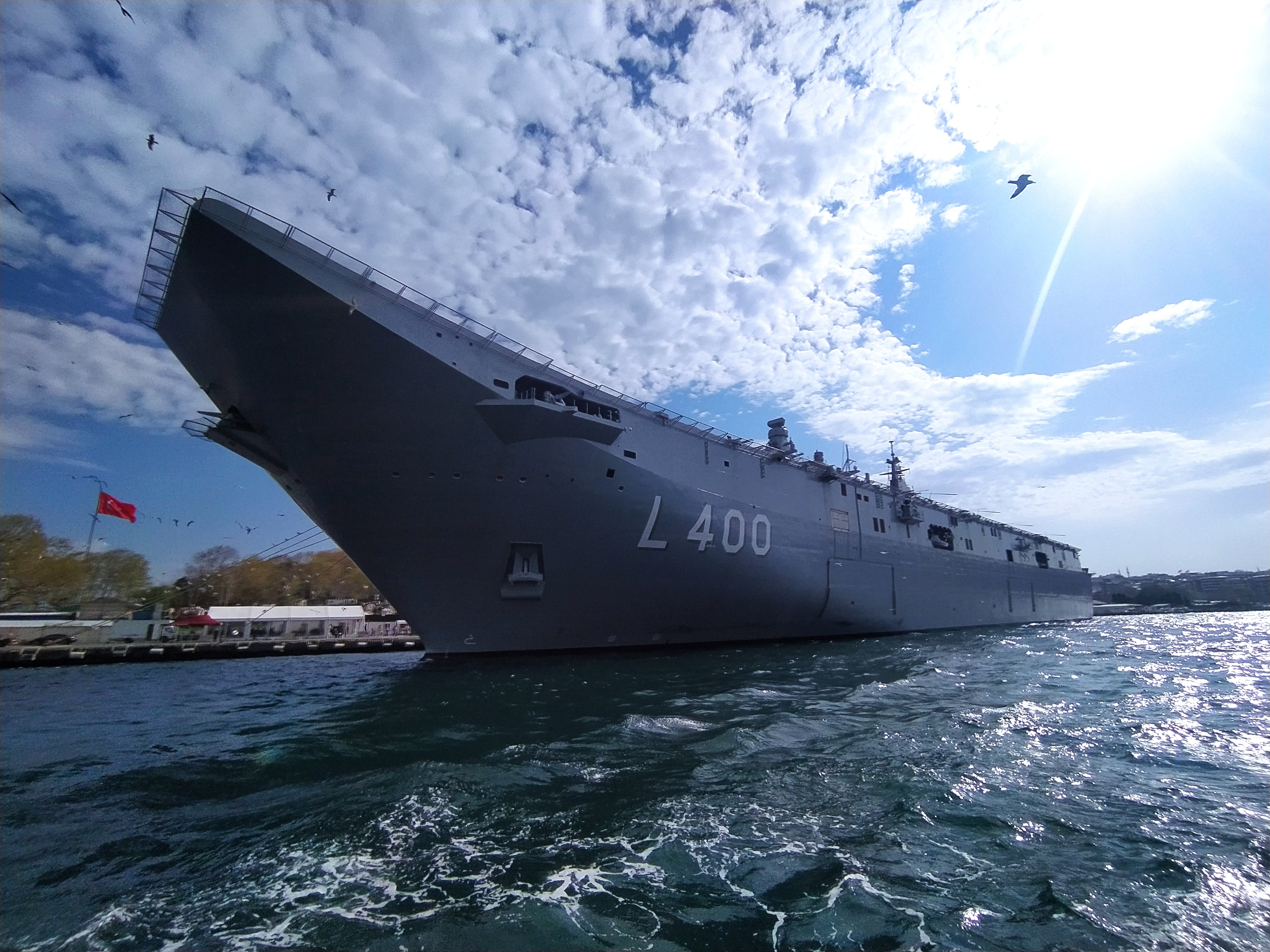
「アナドル」

### JPN

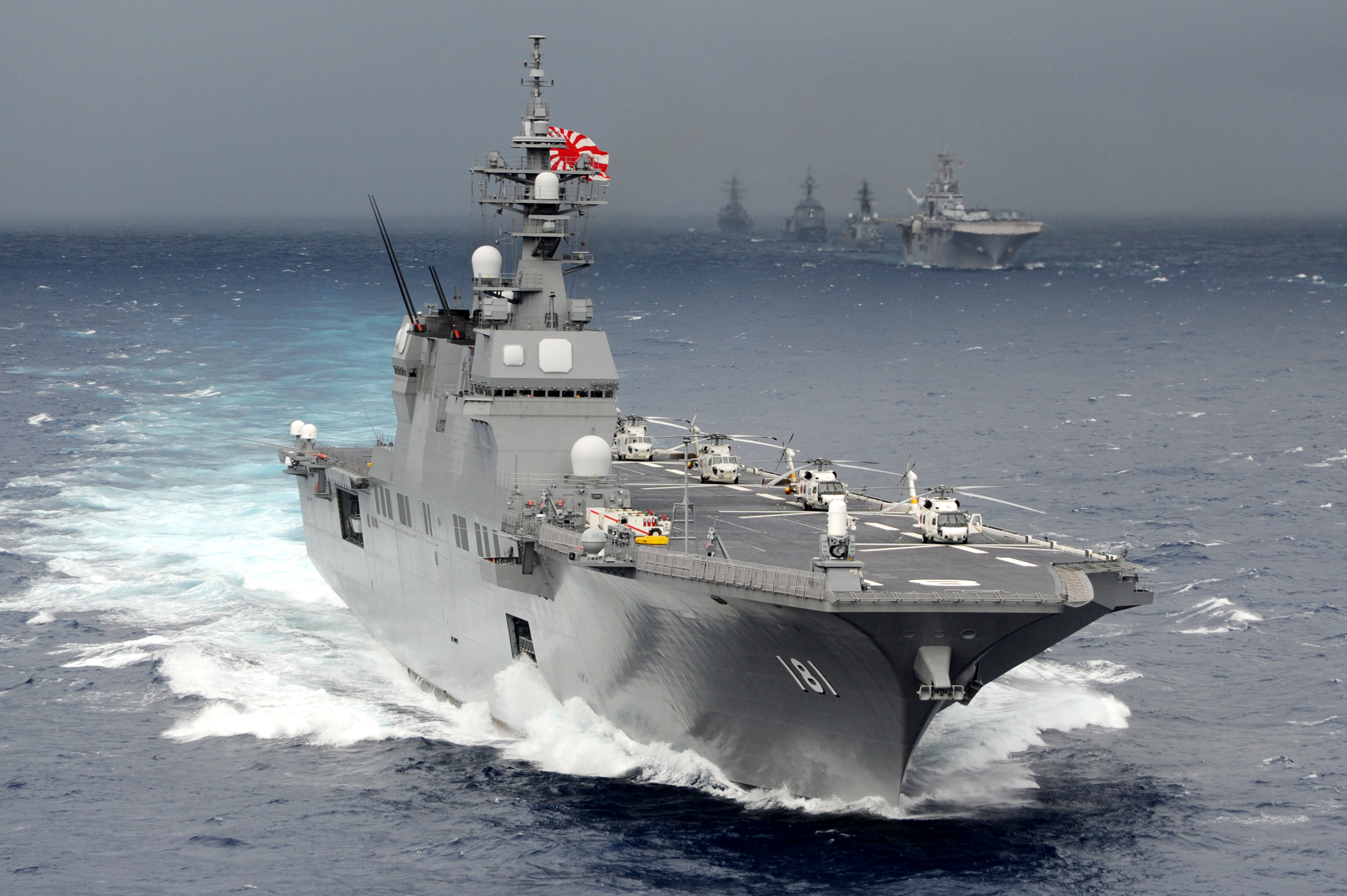
「ひゅうが型」

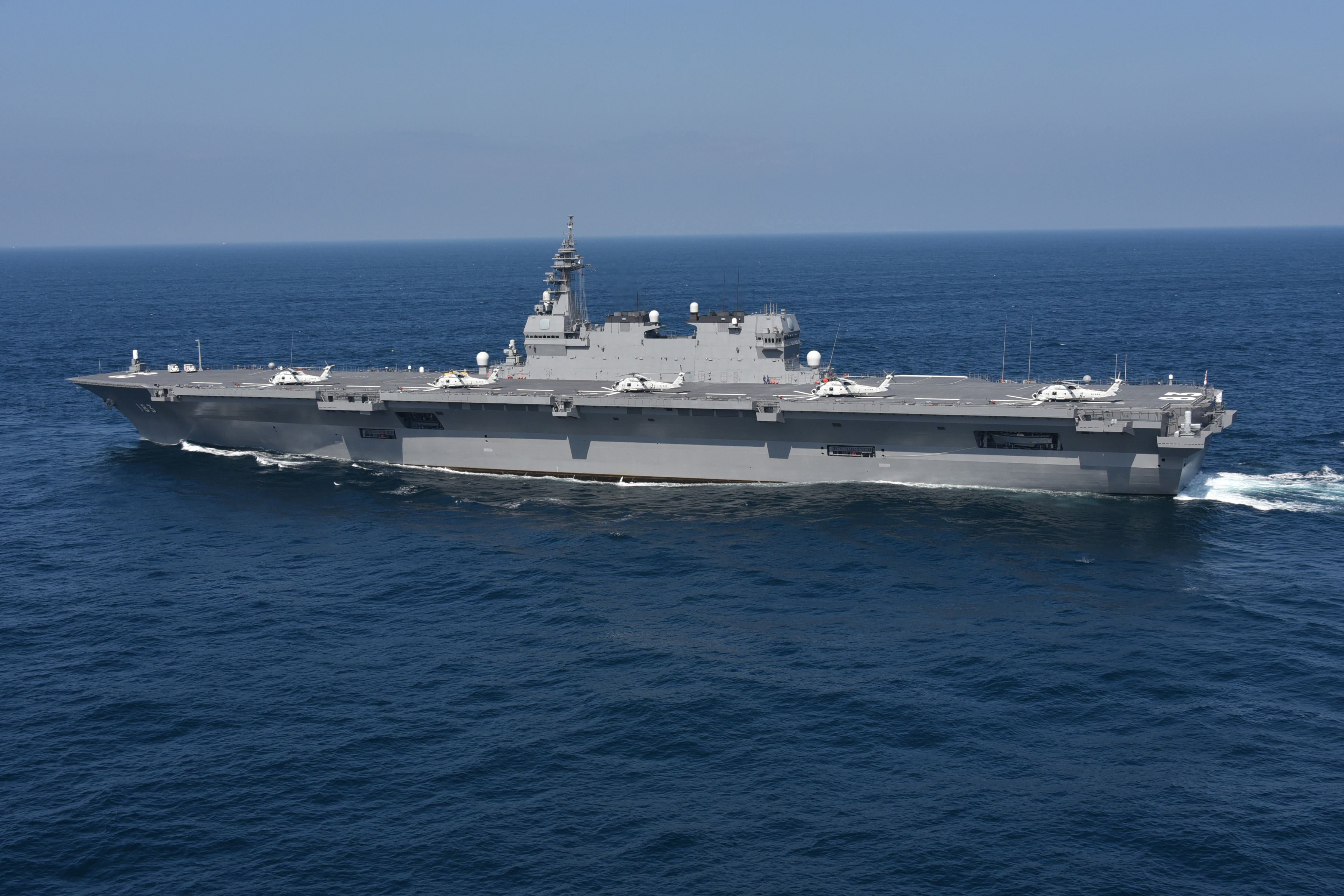
「いずも型」

### トルコ
スペインの強襲揚陸艦フアン・カルロス1世の準同型艦を建造。2023年4月10日に就役。
当初搭載を予定していたF-35BがS-400導入への制裁で入手不可能となり、運用機を国産のヒュルジェット やドローンへ変更、就役時には甲板上に「クズルエルマ」や「バイラクタル TB3」が駐機された。
アナドル級2番艦に代わり、国産STOBAR空母の建造を計画している。
- アナドル - 1隻
- MUGEM - 1隻計画中

### 日本
海上自衛隊の航空母艦建造構想も参照。
対潜ヘリコプター護衛艦(DDH)の代替として、ヘリ空母4隻が就役している。
2019年に42機のF-35B導入を防衛省が発表、いずも型2隻に対応改装を施すことが決定。2021年に一次改装後のいずもでF-35B発着艦が行われ、2023年には1次改装で艦首形状の変更されたかがが公開。2024年にはかがをアメリカのサンディエゴに派遣し、米軍のF-35Bを使用して必要諸元収集を行っている。
- ひゅうが型 - 2隻
- いずも型 - 1隻2次改装中、1隻F-35B運用試験中

航空機搭載能力はないが、ほぼ全通飛行甲板をもつおおすみ型3隻を保有しており、後継として強襲揚陸艦の導入の調査や視察が行われているが、建造に向けた具体的な動きはまだない。

### BRA

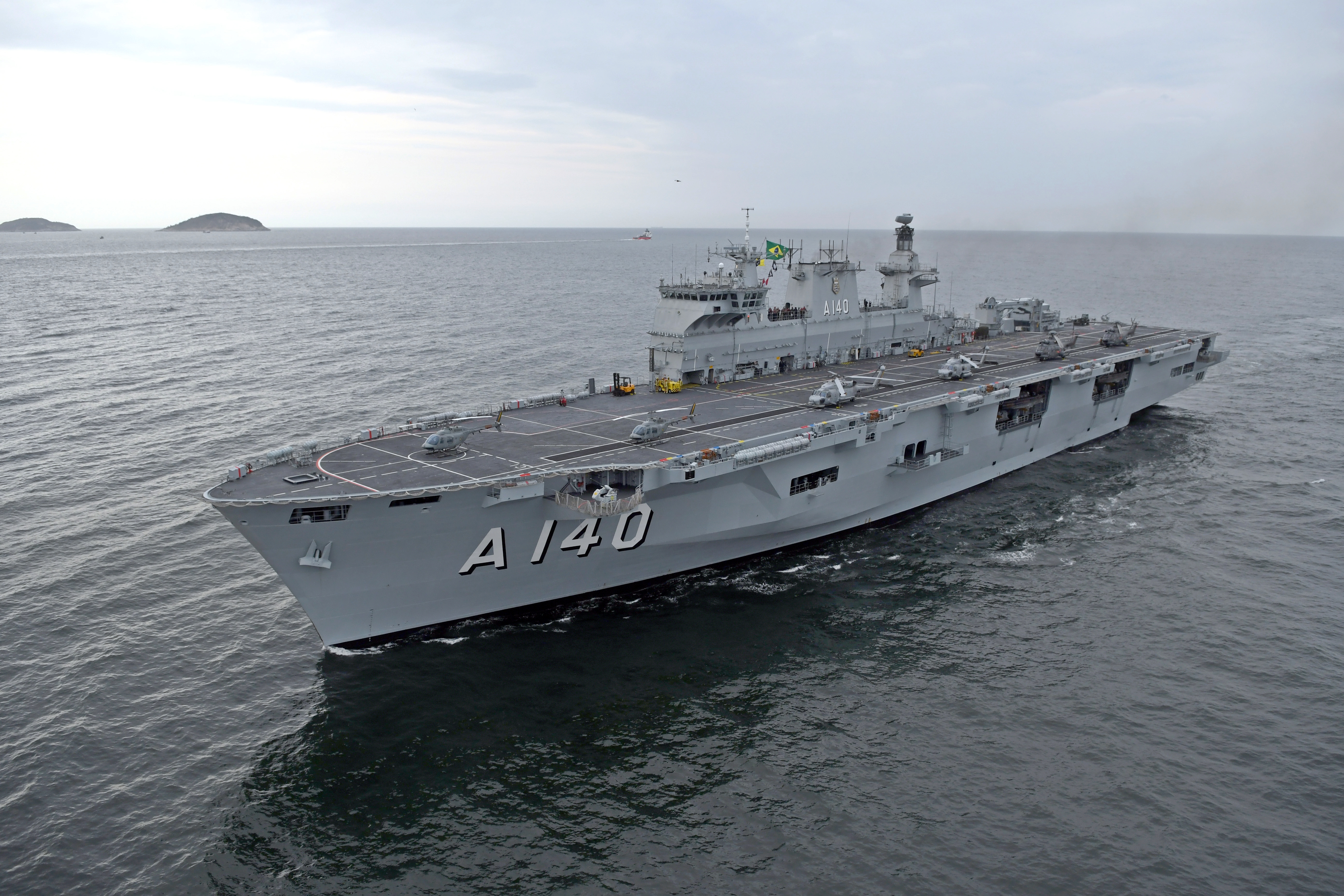
「アトランティコ」

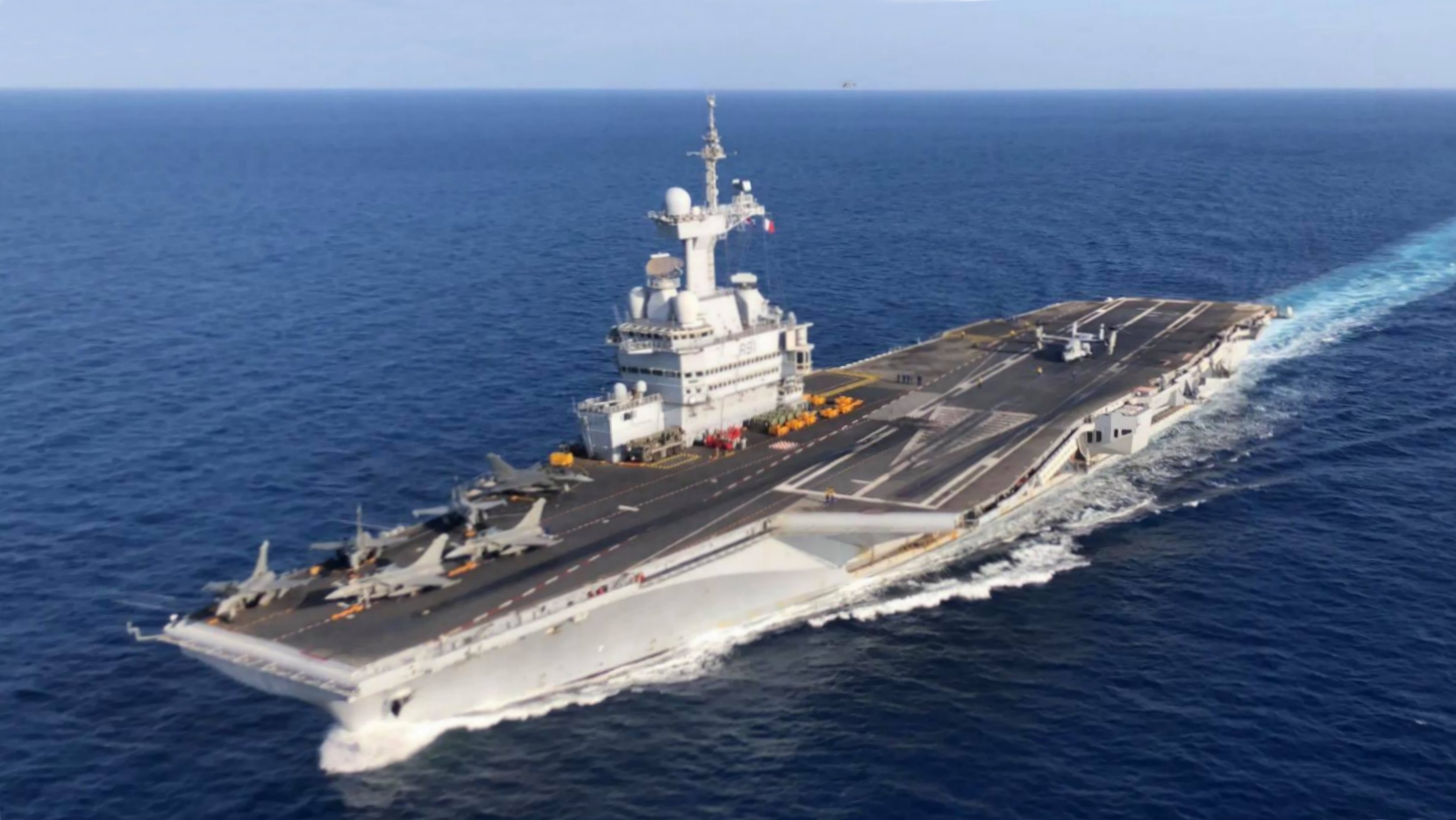
「シャルル・ド・ゴール」

### ブラジル
イギリスとフランスから購入した空母を運用しており、代替として2018年7月にイギリスから退役したヘリ空母を購入、2020年に多目的ヘリ空母（有人固定翼機の運用は想定されていないが、ドローンの導入を計画していることを反映）として就役させた。
- アトランティコ

### フランス
アメリカやイギリスから空母購入後、国産空母を建造、アメリカ以外で唯一の原子力空母を運用している。空母2隻体制を目標としているが財政難や仕様のミスマッチで中止となり、導入は進んでいない。2038年頃に後継空母を導入する見込みである。
核戦略を中心としており、空母と艦載機ともに戦術核兵器の搭載・運用能力を維持している。
- シャルル・ド・ゴール
- PANG - 計画中

全通飛行甲板を採用した強襲揚陸艦を3隻保有している。
他国への準同型艦の販売も行っている。
- ミストラル級 - 3隻

### ポルトガル
2023年に飛行甲板を持つ多目的艦建造をオランダのダーメンに発注。
- 多機能海軍プラットフォーム（PNM）- 建造中

### RUS

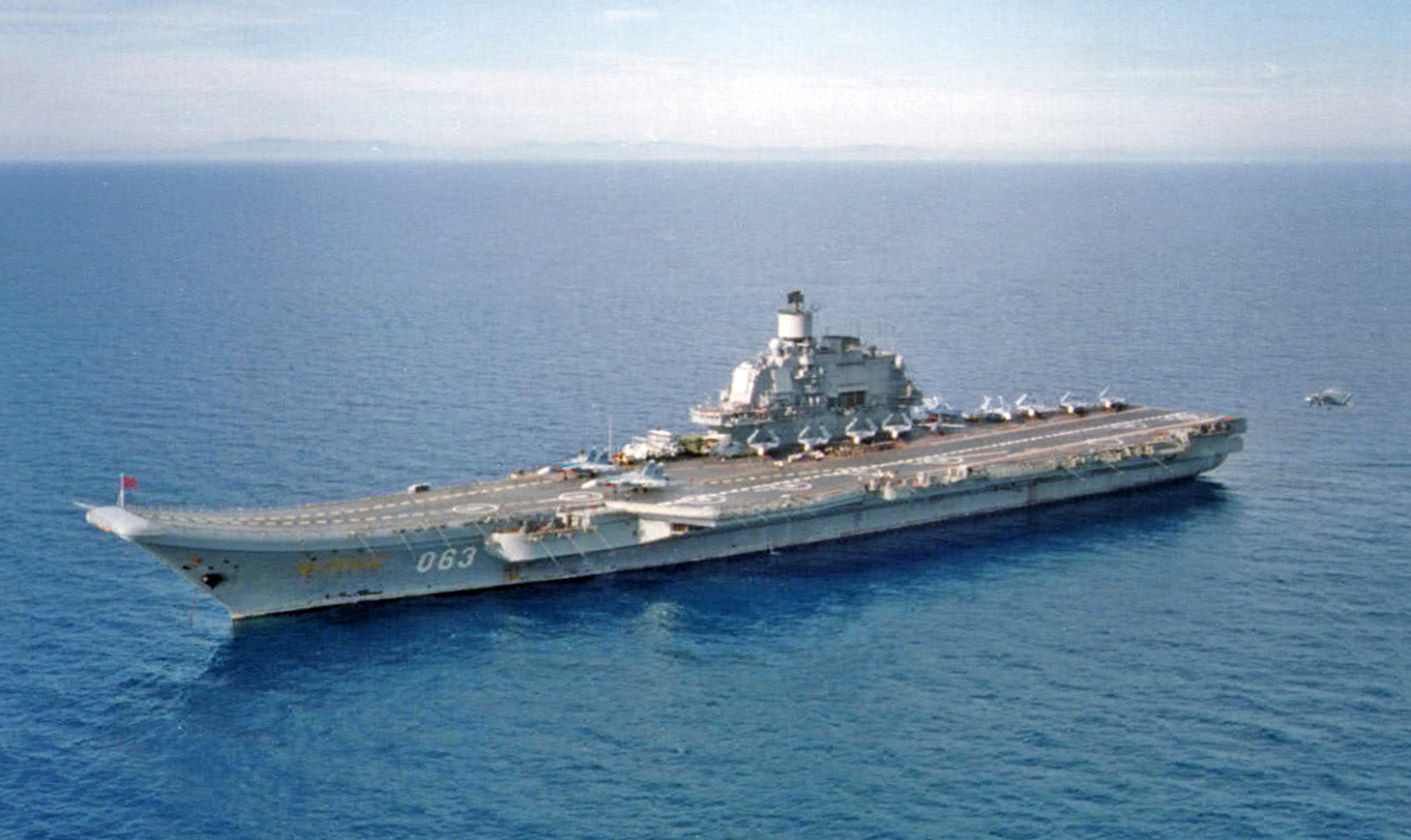
「アドミラル・クズネツォフ」

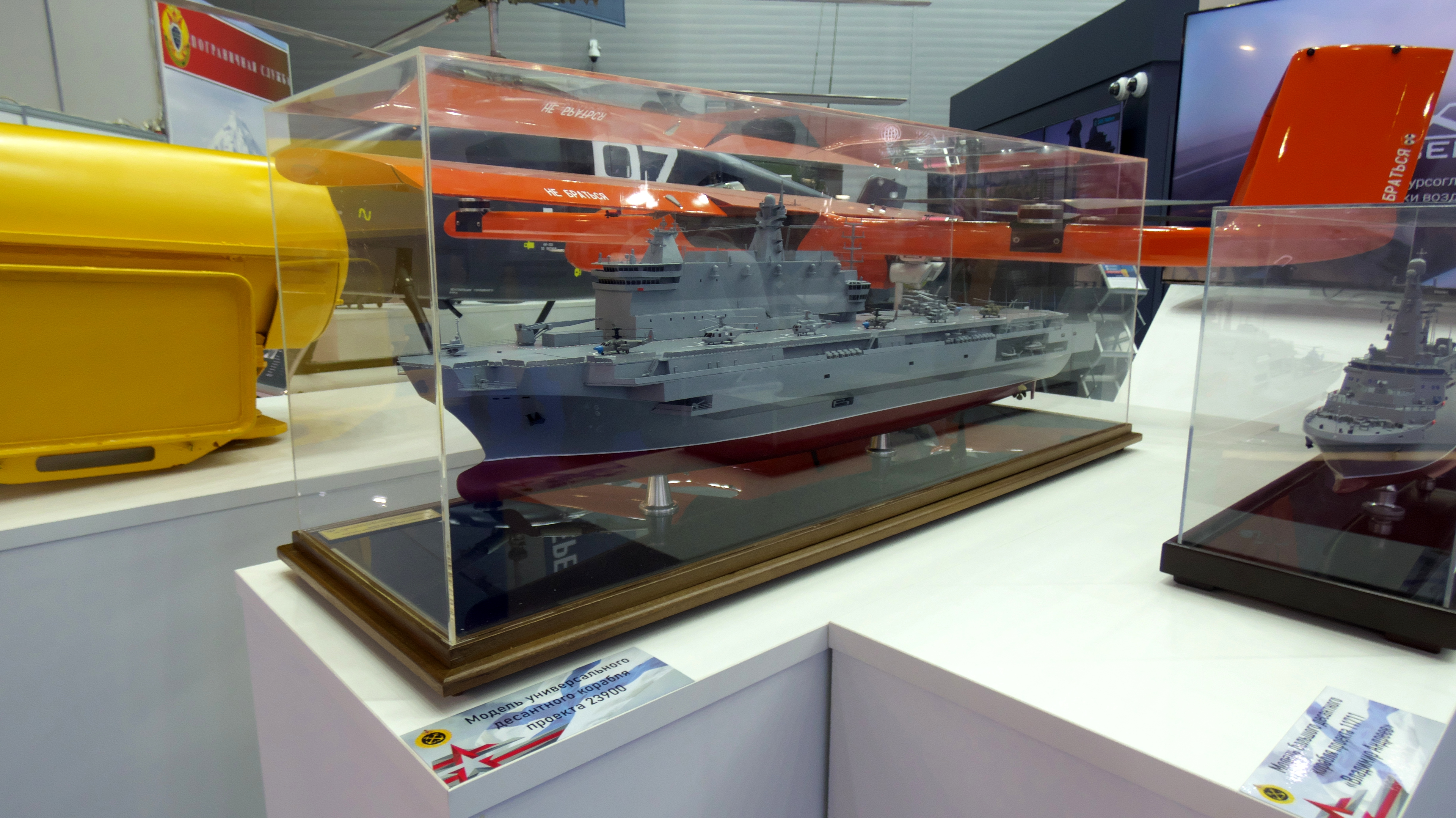
「プロジェクト23900」

### ロシア
ソビエト連邦の崩壊まではV/STOL、STOBAR、原子力空母の建造を進めていたが、1隻を除き、退役又は建造破棄されている。2007年頃から空母の活動を再開させ、2018年4月より近代化改装中である。
2005年頃より、新空母の導入について報道がされるようになり、新空母設計が公開されている。
- アドミラル・クズネツォフ - 改装中

強襲揚陸艦の調達が決定。フランスの強襲揚陸艦が選定されて2隻が建造されたが、2014年ウクライナ騒乱により引き渡されなかった。
このため、国内での2隻の強襲揚陸艦を建造中である。
- イヴァン・ロゴフ級 - 2隻建造中